# Stadion Gospin dolac
Das Stadion Gospin dolac ist ein Fußballstadion in der kroatischen Kleinstadt Imotski. Es bietet Platz für 3000 Zuschauer. Es ist die Heimspielstätte des Fußballvereins NK Imotski.

## Geschichte
Die Heimat des NK Imotski hat seinen Namen von der kleinen Votivkirche Gospe od Anđela (deutsch Unserer Lieben Frau von den Engeln), die sich in direkter Nähe befindet. Das Stadion liegt in einer Erdsenke. Nach der Befreiung von den Osmanen wurde von diesem Turm aus mit einer Kanone die Grenze zwischen Kroatien, damals Teil der Habsburgermonarchie, und dem Osmanischen Reich festgelegt.
Früher befand sich an der Stelle des heutigen Stadions ein großer natürlicher Erdfall, eine trichterförmige Mulde im fruchtbaren Karstbecken Imotsko Polje. Auf dem Grund dieses Erdlochs erstreckte sich ein 50 mal 30 Meter großes Eisfeld, auf dem die Besitzer Gemüse anbauten. Im Jahr 1974 wurden auf Initiative der damaligen Sportarbeiter die Vorbereitungen für den Bau eines Fußballplatzes eingeleitet, darunter der Erwerb des Grundstücks und die Planung. Der Bau begann schließlich 1976 und das Stadion wurde 1988 fertiggestellt. Um den Platz auf die gesetzlich vorgeschriebenen Maße zu bringen, mussten große Mengen Erde und Steine eingeebnet werden, sodass die Oberfläche des Spielfeldes heute sogar 43 Meter höher liegt als der frühere tiefste Punkt der Doline.
Das Stadion befindet sich in einer einzigartigen Umgebung, am Fuße der mittelalterlichen Festung Topana und in der Nähe des Blauen Sees. Aufgrund dieser spektakulären Lage wurde es sogar von der BBC in die Liste der zehn schönsten Sportarenen der Welt aufgenommen.

## Umbaupläne
Im Jahre 2015 wurde ein Entwurf für die Renovierung und den Ausbau des Stadions veröffentlicht. Der Entwurf wurde als Diplomarbeit unter dem Titel Arhitektonsko-urbanističko rješenje stadiona Gospin Dolac u Imotskom (deutsch Architektonisch-urbanistische Lösung des Stadions Gospin Dolac in Imotski) an der Fakultät für Architektur in Zagreb vorgestellt.
Demnach sollen zwei Tribünen (Haupt- und Gegentribüne), ein Gebäude mit öffentlicher Garage sowie ein Fußweg entstehen, der als öffentlich Raum genutzt werden kann und das Spielfeld in einer gewissen Höhe einmal umrundet. Vom Fußweg soll Zugang hinab zu den Tribünen und ein Blick auf den Blauen See möglich sein. Das neue Stadion soll Platz für 5000 Zuschauer bieten und damit auch für UEFA-Wettbewerbe geeignet sein, sofern die Sitzplatzkapazität genügt.